# (15483) 1999 CW25
1999 سي دابليو 25 (ويعرف أيضًا باسم (15483) 1999 سي دابليو 25 وفق تسمية الكوكب الصغير) (بالإنجليزية: 1999 CW25)‏ هو كويكب ضمن حزام الكويكبات؛ وترتيبه 15483 من حيث الاكتشاف.
اكتُشف هذا الجُرم الفلكي بواسطة بحث لنكولن عن الكويكبات القريبة من الأرض في 10 فبراير 1999.

## وصلات خارجية
- (15483) 1999 CW25 في قاعدة بيانات مختبر الدفع النفاث لأجرام النظام الشمسي الصغيرة

- الاكتشاف · مخطط المدار ·  العناصر المدارية · المعلمات المادية

- (15483) 1999 CW25 على موقع ويكي سكاي: DSS2, SDSS, GALEX, IRAS, Hydrogen α, X-Ray, Astrophoto, Sky Map, Articles and images